# Enrico Augusto de la Motte Fouqué
Enrico Augusto de la Motte Fouqué (L'Aia, 4 febbraio 1698 – Brandeburgo sulla Havel, 3 maggio 1774) è stato un generale tedesco.
Enrico Augusto proveniva da un'antica famiglia normanna ed era il secondo figlio di un nobile emigrato dalla Francia dopo l'abrogazione dell'editto di Nantes.

## Biografia
Nel 1706 Fouqué giunse alla corte del principe Leopoldo I di Anhalt-Dessau come paggio. Prese parte, come alfiere del 3º reggimento di fanteria, alla campagna nella Pomerania anteriore. L'8 marzo 1719 fu promosso primo tenente. Nel 1723 Fouqué divenne capitano di Stato Maggiore ed il 21 febbraio 1729 comandante di compagnia.
Federico il Grande lo ebbe già come fiduciario quando era ancora principe della corona e rimase in contatto con lui anche durante la sua permanenza forzata nella fortezza di Küstrin. Fouqué fu anche spesso suo ospite a Rheinsberg. Un disaccordo con il suo capo, il principe Leopoldo I di Anhalt-Dessau, lo costrinse a lasciare il servizio attivo in Prussia e ad arruolarsi nell'esercito danese. Allorché nel 1740 Federico II salì al trono, egli fu richiamato in patria ed il 26 luglio fu promosso al grado di colonnello e gli fu assegnato il comando del 37º reggimento di fucilieri.
Nel 1742 Fouqué comandò un battaglione di granatieri e fu nominato comandante di Glatz.
Il 13 maggio 1743 fu promosso maggior generale ed un anno dopo divenne comandante del reggimento di fanteria n. 33. Federico II lo nominò il 22 gennaio 1751 tenente generale e nel medesimo anno fu insignito dell'Ordine dell'Aquila Nera.
Nel corso della guerra dei sette anni Fouqué si distinse particolarmente nella battaglia di Praga, a Landeshut dopo la battaglia di Leuthen, così come ad Habelschwerdt.
Nel 1759 il re lo incaricò della copertura della Slesia e dell'importante passo di Landeshut, compito che Fouqué eseguì molto bene nonostante disponesse di forze limitate rispetto a quelle nemiche.
Nel 1760 Loudon costrinse i prussiani a sgombrare le loro posizioni di Landeshut, che Fouqué successivamente dovette, contro le proprie convinzioni, rioccupare per ordine del re. Il 23 luglio egli fu attaccato a Landeshut da forze nemiche tre volte superiori e dopo una strenua resistenza dovette soccombere, fu ferito e preso prigioniero.
Dopo la guerra Enrico Augusto de la Motte Fouqué non rientrò nel servizio attivo. Federico II gli concesse una prebenda come prevosto in Brandeburgo, ove Fouqué visse fino alla morte.
La sua vita fu dettagliatamente descritta dal nipote, lo scrittore Federico de la Motte Fouqué.